# Большое Есиплево
Большое Есиплево — деревня в Великоустюгском районе Вологодской области.
Входит в состав Красавинского сельского поселения, с точки зрения административно-территориального деления — в Красавинский сельсовет.
Расстояние по автодороге до районного центра Великого Устюга — 19 км, до центра муниципального образования Васильевского — 3 км. Ближайшие населённые пункты — Бушково, Васильевское, Большая Синега.
По переписи 2002 года население — 11 человек.